# Paraskeví Tsiamíta
Paraskiewi Tsiamita (* 10. března 1972 Volos) je bývalá řecká atletka, mistryně světa v trojskoku.

## Sportovní kariéra
Největší úspěch pro ni znamenalo vítězství v trojskoku na mistrovství světa v roce 1999 v Seville. Z tohoto roku pochází také její osobní rekord 15,07 metru.